# Sint-Lambertuskerk (Horpmaal)
De Sint-Lambertuskerk is een kerkgebouw in Horpmaal in de Belgische gemeente Heers in de provincie Limburg. De kerk ligt aan de Cartuyvelstraat en wordt omgeven door een ommuurd kerkhof.
De kerk is de parochiekerk van het dorp en is gewijd aan Sint-Lambertus.

## Opbouw
Het gebouw bestaat uit voorstaande westtoren, een driebeukig schip met vijf traveeën en een recht gesloten koor met een travee. De toren wordt aan de zuidzijde geflankeerd door een traptoren en heeft verder vier geledingen, hoekbanden van mergelsteen, een rondboogportaal in een geprofileerde hardstenen omlijsting, in de tweede geleding van de westgevel een bifora in rondboogvormige mergelstenen omlijsting, in de derde geleding in iedere gevel een puntgevelmotief van mergelsteen met waarbinnen een drieledige blinde rondboog en in de bovenste geleding in ieder gevel twee bifora als galmgaten. Ten slotte heeft de toren een geprofileerde kroonlijst met mergelstenen afwerking en wordt ze gedekt door een ingesnoerde naaldspits met leien. Tegen de rechte oostgevel van het koor is de sacristie gebouwd.
Het schip heeft een Romaanse onderbouw in breuksteen (silex en kwartsiet) met blokken in vrij regelmatig verband. De sokkel heeft een afzaat en hoekband in kalksteen. De oostgevel van het schip is in breuksteen opgetrokken met in de top van de gevel een oculus in rechthoekige geprofileerde mergelstenen omlijsting. De zijbeuken hebben een bovenbouw van baksteen die waarschijnlijk uit de 18e eeuw dateert, een onderdorpel in kalksteen en zijn voorzien van rondboogvensters in een mergelstenen omlijsting met negblokken in een regelmatig verband.
Het koor heeft muurpanden uit verschillende perioden. Aan de kant van het schip bevinden zich in de onderbouw zware, gebosseerde kalkstenen blokken in regelmatig verband en de rest is grotendeel opgebouwd uit kleine vrij regelmatige breukstenen, silexblokken en blokken van een soort ijzerzandsteen. De gevel van de koorsluiting is opgetrokken in mergelsteen, die vermoedelijk stamt van de restauratie uit 1521. De in dit gedeelte aanwezig smalle spitsboogvensters werden gedicht vermoedelijk bij de bouw van de toren en vervangen door de huidige rondboogvensters.
De sacristie tegen de oostgevel is vermoedelijk in het begin van de 18e eeuw opgetrokken, met alleen nog origineel het vierkante getralied venster in een kalkstenen omlijsting met sponningbeloop.
Van binnen is het gebouw bepleisterd, heeft vlakke zolderingen en tussen het schip en de zijbeuken bevinden zich rondboogarcaden die rusten op zware kapiteelloze pijlers. Versieringen van rococostucwerk zijn aangebracht op de zoldering en de spitsboogvormige scheiboog.

## Geschiedenis
In 1181 werd er voor het eerst melding gemaakt van het eigendomsrecht van de kerk. De kerk behoorde toe aan het kapittel van St.-Martin van Luik die hier het patronaatsrecht en tienden bezat. Van de tienden hoorde een gedeelte toe aan het kapittel van Tongeren.
In 1521 vond er een restauratie plaats met steen van Sichem.
In 1715 had de toren een bouwvallige staat en vonden herstelwerkzaamheden plaats.
Tussen 1799 tot 1802 was de kerk tijdens de Franse bezetting gesloten.
In 1823, 1824, 1874, 1878 en 1886 werden er herstelwerkzaamheden uitgevoerd.
In 1860 werd de totaal vervallen toren afgebroken en vervangen door een nieuwe toren, de huidige.
In 1897 werd de kerk gerestaureerd.
In 2000 werd het orgel beschermd als monument.